# Reyersviller
Reyersviller (Duits: Reyersweiler) is een gemeente in het Franse departement Moselle (regio Grand Est) en telt 364 inwoners (2004). De plaats maakt deel uit van het arrondissement Sarreguemines.

## Geografie
De oppervlakte van Reyersviller bedraagt 8,3 km², de bevolkingsdichtheid is 43,9 inwoners per km².
De onderstaande kaart toont de ligging van Reyersviller met de belangrijkste infrastructuur en aangrenzende gemeenten.

## Demografie
Onderstaande figuur toont het verloop van het inwonertal (bron: INSEE-tellingen).